# 张江高科技园区
张江高科技园区，又称张江自主创新示范区核心园，位於上海市浦东新区中南部，是浦东新区下辖的一个类似乡级单位，也是中华人民共和国国家级经济技术开发区“上海张江高新技术产业开发区”的一部分，与陆家嘴、金桥和孙桥同为浦东最早的四个重点开发区域。
园区位于罗山路以东、龙东大道以南、外环线（环东二大道）以西、华夏中路以北。距南浦大桥7公里、距人民广场13公里、距外滩9公里、距虹桥国际机场25公里、距浦东国际机场15.6公里、距外高桥港区25公里、距上海集装箱码头30公里、距上海火车站17公里。

## 历史沿革
1992年7月，上海市张江高科技园区成立，规划面积25平方公里。1999年8月，上海市委、市政府颁布了“聚焦张江”的战略决策，明确园区以集成电路、软件、生物医药为主导产业，集中体现创新创业的主体功能。2005年9月7日，国家发改委第56号公告公布《第四批通过审核的国家级开发区名单》，其中上海高新技术产业开发区“一区六园”中的“第一园”，即为张江高科技园区。2006年，張江人才公寓開始試點。2011年初，张江高新区创建国家自主创新示范区（包括一区十二园，簡稱张江示范区），张江高科技园被列为核心园，规划面积扩大至75.9平方公里，主要包括上海市张江高科技园区北区和中区、张江南区、康桥工业区、上海国际医学园区、合庆工业园区、张江光电子产业园和银行卡产业园。
2015年3月1日，张江高科技园区正式纳入上海自贸区范围，成立中国（上海）自由贸易试验区管理委员会张江管理局，与张江高科技园区管理委员会合署办公。
2017年，张江科学城建设规划获批。
2018年4月，经中共上海市委、上海市人民政府批准，将上海张江综合性国家科学中心办公室、上海市张江高新技术产业开发区管理委员会、上海市张江高科技园区管理委员会、中国（上海）自由贸易试验区管理委员会张江管理局机构职能整合，重组上海推进科技创新中心建设办公室，加挂上海张江综合性国家科学中心办公室、上海市张江高新技术产业开发区管理委员会、上海市张江科学城建设管理办公室、中国（上海）自由贸易试验区管理委员会张江管理局牌子。
2019年，上海张江细胞产业园启动建设。2021年10月12日，张江细胞和基因产业园揭牌。2021年12月29日，首次评选的100位“张江杰出创新创业人才”揭晓。

## 园区管理方
上海市张江高科技园区管理委员会，又称小张江管委会，是张江高科技园区的管理方，为浦东新区人民政府的派出机构，在辖区内具有规划、审批、认定、协调和服务职能的决策权，内设五个处室。上海张江集团，按照园区管委会和市国资委的要求，具体实施园区内开发建设、招商引资、投融资和企业服务等工作，发展园区综合配套环境、提升园区自主创新能力、促进战略性新兴产。张江高科技园区的开发建设工作采取“小管委会+大集团公司”的运行模式，行政管理机构精简，集团公司为企业性质，内设机构22个。此外还有康桥集团和国际医学园集团，负责康桥工业区、国际医学园的开发建设、招商引资、投融资和企业服务等工作。
截止2012年底，张江集团总资产规模达471亿人民币，直接投资企业128家。张江集团控股的子公司张江高科技园区开发股份有限公司已于1996年4月在上海证券交易所挂牌上市，简称张江高科，股票号码600895。

## 总体规划
园区总体划分为以下的区域：
- 技术创新区：重点区域，用于孵化引进的十余所高校和科研机构，并供给部分高科技公司办公，中心部分为生活服务中心。
- 生物医药产业区一期：龙东大道以南、科苑路以东、祖冲之路以北、金科路以西，面积约1.5平方公里。
- 生物医药产业区二期：背面靠高科路，面积约为1.5平方公里。
- 集成电路产业区一期：龙东大道以南、金科路以东、祖冲之路以北、张江路以西，面积约为1.5平方公里。
- 集成电路产业区二期：龙东大道以南、申江路以东、高科路以北、外环线（环东二大道）以西，面积约2.74平方公里。地铁二号线贯穿其中。
- 科研教育区：依靠国家光源工程项目，引进全国科研机构、理工科研究生院和大学。配有生活服务配套区供居住。
- 居住区：生活服务中心区位于金科路两侧、祖冲之路地铁线交汇处，另有龙东大道以南、张江路以西的一期、二期居住区，及园区内两块动迁基地。

## 科研机构
园区构建三个国家级基地：国家生物医药科技产业基地、国家信息技术产业基地、国家科技创业基地。在园区内形成生物医药、集成电路和软件三大主导产业，建造文化科技创意、金融信息服务（银行卡）、光电子和信息安全四大关联产业，構思把张江建成“中国硅谷”和“中国药谷”（張江藥谷）。
截止2010年底，园区进驻企业达1905家，累计完成固定资产投资额1239亿元。2010年，园区工业总产值577.5亿元；经营总收入1556亿元；固定资产投资131亿元；吸引投资总额超过150亿元，其中吸引合同外资9.5亿美元，吸引内资企业注册资本87.43亿元。园区共有从业人员17.34万人（其中博士4288人、硕士27082人、大专以上学历100756人）；园区累计专利申请数22215件，专利授权数5934件。

### 生物医药
张江是国家上海生物医药科技产业基地，並為上海国家医药出口基地的核心区。园区重点发展化学药、生物制药、现代中药和創新藥。入驻的国家级、上海市重点研究所包括中国科学院上海药物研究所、国家新药筛选中心、国家上海新药安全评价研究中心等，企业包括罗氏制药、辉瑞、阿斯利康、诺华、礼来、勃林格殷格翰、葛兰素史克、杜邦、陶氏化学、和记黄埔、恒瑞医药、华领医药、中信国健、迪赛诺等。园区新启动了现代医疗器械园建设，重点发展医用数字化影像装备与探测技术产品、精密医疗器械机电基础件、生物电信号检测及临床监护设备、新型中医诊断与治疗仪器、物理治疗设备和微创手术设备、高性能人工器官与康复设备等。

### 集成电路
张江是国家级电子信息产业园，也是国家电子信息产业基地、国家微电子产业基地的核心区。园区内有200多家企业，如高通、德州仪器、中芯国际、霍尼韦尔、上海华虹NEC电子有限公司、宏力、展讯通信、中兴通讯、美国国家仪器（NI）有限公司、AMD、恩智浦(NXP)、Marvell等，总投资超过100亿美元，约占全国的60%。集成电路已进入90nm和65nm制造工艺研发阶段，2005年及2006年有两条12英寸90nm生产线投产。此外，园区在3G、高清晰度电视等领域也取得了成功。

### 软件
张江被授予“国家软件产业基地”和“国家软件出口基地”。软件园已设立企业1000多家，入驻200多家，包括SAP、花旗、Infosys、IBM、HP等公司。软件从业人员10000多名，是中国大陸规模最大的软件基地之一，並拥有多项具有自主知识产权的系统软件、数据库和应用软件，此外有多家企业通过了CMM和ISO的评级体系。2004年软件销售收入60亿元，软件出口5000万美元，税收3亿元。

## 园区交通

### 特色路名
张江高科技园区部分路名以科学家名字命名，其中，纵向（南北向）道路以外国科学家命名，如居里路、牛顿路，横向（东西向）道路以中国古代科学家命名，如祖冲之路、李时珍路。以外国科学家名字命名的纵向（南北向）道路，其科学家对应的英文名称并未采用科学家的英文名称，而是依照中国相关法规采用汉语拼音拼写，例如牛顿路（Niudun Road）、爱迪生路（Aidisheng Road）。
地名列表如下：
| - 达尔文－达尔文路（高科西路-蔡伦路） - 牛顿－牛顿路（李时珍路-祖冲之路） - 居里－居里路（李时珍路-祖冲之路） - 哈雷－哈雷路（李时珍路-博云路、高科西路-张衡路） - 爱迪生－爱迪生路（高科西路-张衡路） - 哥白尼－哥白尼路（高科西路-沈括路） - 高斯－高斯路（郭守敬路-张江路） - 伽利略－伽利略路（高科西路-沈括路） - 法拉第－法拉第路（高科西路-沈括路） | - 李时珍－李时珍路（科苑路-哈雷路） - 郭守敬－郭守敬路（科苑路-张江路） - 祖冲之－祖冲之路（罗山路-张江路、申江路-芳春路） - 华佗－华佗路（达尔文路-毕升路） - 李冰－李冰路（法拉第路-沈括路） - 蔡伦－蔡伦路（三八河路-张江路） - 张衡－张衡路（罗山路-哥白尼路） - 毕昇－毕升路（张衡路-张衡路） - 沈括－沈括路（哥白尼路-伽利略路） |

### 對外交通
园区在建立之初就开通了大桥五线和大桥六线，终点站直达园区中心，而另一头的终点站则分别为位于五角场的复旦大学本部和位于徐家汇的上海交通大学本部，意欲借助这两所高校的力量带动张江的发展。自2012年12月16日起，原大桥五线拆分为两条公交线路。其中，浦西段线路名仍为大桥五线，起讫站为栖山路德平路站和国顺路邯郸路（复旦大学）站。浦东段新辟浦东22路，起讫站为张衡路科苑路（曙光医院）站和栖山路德平路站。园区内有园区环线（张江环线），另有161路、188路（原张川线）、609路、636路、778路、961路、977路、989路、990路、机场三线、机场六线、浦东3路（原申江线）、杨祝线、浦东11路（原东川线）、浦东12路（原塘川线）、浦东14路、浦东25路、浦东28路（原江南专线）、张江1路、孙桥1路、张南专线、申川专线、新川专线等车辆途径园区。
轨道交通2号线横贯园区，在园区内松涛路祖冲之路设有张江高科站。2号线的东延伸段（至上海浦东国际机场）已于2010年上海世博会前开通，园区内设有金科路站、广兰路站。13号线三期贯通了张江中区，沿中科路在园区内设有华夏中路站、中科路站、学林路站、张江路站等四站，13号线在园区内的部分已于2018年12月30日建成通车。
园区紧邻上海中环线，可通过高科中路匝道、金科路匝道上下中环线。从园区内申江路可直接驶上华夏高架路（又称浦东机场北通道），10分钟车程可抵达上海浦东国际机场。

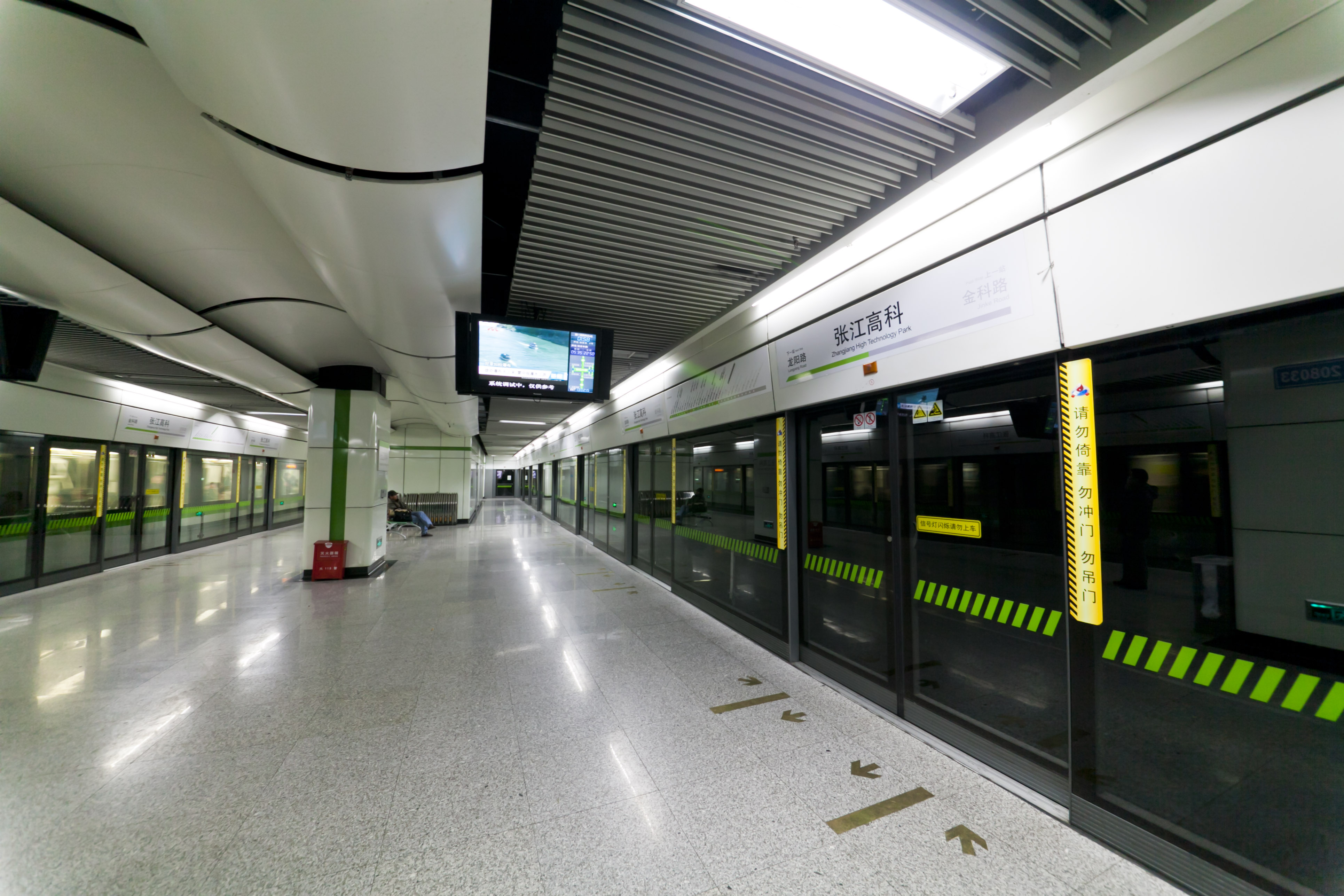
位於园区內的轨道交通张江高科站

## 张江有轨电车
張江路面電車项目（一期）工程由上海浦东现代有轨交通有限公司、上海浦发工程建设管理有限公司负责建设，由上海市城市建设设计研究院负责设计，线路全长8.96 km，由轨道交通2号线张江地铁站开始至张江集电港止，设车站15座，设车辆段1座，设牵引变电所5座（含车辆段1座），全线设置电力监控系统。张江有轨电车的建设极大地满足了园区内日益增长的公共交通需求，进一步改善和提升了园区的投资环境，它不仅在张江地区率先实施区域有轨电车网络规划的先期试验，是公交优先发展政策在浦东新区的具体表现，也是响应市政府节能减排要求、发展绿色环保公交理念的重要举措，对进一步完善浦东和张江地区规划发展，提升该地区公交服务水平具有重要的探索和示范意义。
2023年5月底，上海浦东现代有轨交通有限公司发布张江有轨电车1路停运公告，称“以实事求是的原则以及从优化交通线网和提质增效的角度”作出停运决定。同年6月1日起，张江有轨电车1路正式停运，成为中国大陆暨珠海有轨电车1号线后，第二条全线停运的现代有轨电车。运营方同时开通走向设站完全相同的浦东112路替代。